# الدوري الجنوبي لكرة القدم 2013–14
الدوري الجنوبي لكرة القدم 2013–14 (بالإنجليزية: 2013–14 Southern Football League)‏ هو موسم من الدوري الجنوبي الممتاز. كان عدد الأندية المشاركة فيه 68، وفاز فيه سانت نيوتس تاون.